# Агеев, Игорь Валентинович
Игорь Валентинович Агеев (род. 5 марта 1958, Ленинград) — советский и российский кинодраматург, сценарист, актёр.

## Биография
Родился в семье служащих. Отец работал в милиции. Ещё во время учёбы в школе был приглашён в театральный кружок.

## Образование
В 1979 г. окончил актёрское отделение факультета драматического искусства ЛГИТМиК (в настоящее время — РГИСИ) (мастерская З. Я. Корогодского).
Член Союза кинематографистов с 1986 года.
В 1987 г. окончил сценарное отделение Высших курсов сценаристов и режиссёров (мастерская В. Черных).

## Работа в театре
По окончании ЛГИТМиК с 1979 по 1984 годы работал актёром в Театре юного зрителя им. Брянцева. На протяжении нескольких лет играл в классических спектаклях ТЮЗа:
- П. Ершов. «Конёк-горбунок» — роль среднего брата Данилы.
- А. Пушкин. «Сказки Пушкина», Сказка о Попе и работнике его Балде, роль Балды.
- А. Корнейчук «Гибель эскадры» — роль мичмана Кнориса.
- Б. Брехт «Мамаша Кураж и её дети» — роль старшего сына Эйлифа.
- «Профессия Айзека Азимова», инсценировка романа А. Азимова, автор Игнатий Дворецкий — роль Джимми.
- «Нетерпение», инсценировка одноимённого романа Юрия Трифонова, — роль Николая Кибальчича.
- «Баллада о славном Бильбо Беггинсе», инсценировка Толкиена, автор Яков Гордин — роль молодого царя Гоблинов.
- «Бэмби», инсценировка романа Ф. Зальтена — роль взрослого Бэмби.
- В. Тендряков. «Ночь после выпуска» — роль Игоря.
- Б. Голлер. «Вокруг площади» — роль Павла Бестужева.
- Ю. Поляков. «Работа над ошибками» — прототип автора Ю. Полякова, роль Андрея Петрушова.

## Работа актёром в кино
- 1985 — Подвиг Одессы — Вова
- 1988 — Продление рода
- 1989 — Камышовый рай
- 1990 — Город — Володя Саврасов
- 1990 — Ловкач и Хиппоза — Саня, водитель
- 1990 — Палач — врач
- 2000 — Агент национальной безопасности (2 сезон, серия «Цейтнот») — Константин Агеевич Мартынов («Угрюмый»), бывший оперуполномоченный
- 2001 — По имени Барон — Саша «Паровоз»
- 2018 — Тайны следствия-16 — Орловский
- 2019 — Гений (сериал) — Евгений Львович Лоскутов, декан юридического факультета, отец Полины

## Работа в качестве кинодраматурга
Первый успешный сценарий был написан в качестве дипломной работы на Высших курсах сценаристов и режиссёров. О работе заговорили, как о произведении «молодого перспективного сценариста».
На протяжении многих лет Игорь Агеев работал со многими студиями страны и мира: Ленфильм, Туркменским центром кино и телевидения для детей и юношества «Нусай», австрийскими, американскими, украинскими киностудиями.

Основной темой Игоря Агеева как драматурга, по его собственным словам, является «оправдание грешника». Критики отмечают, что в его фильмах прослеживается судьба маленького человека.

«Игорю Агееву интересен современный быт на грани „нормы“ и нарушения её правовых, морально-этических, сексуальных и т. д. конвенций. Жанровые ходы используются им не столько для завлекательности сюжета, сколько для разработки неразрешимого противоречия между общим и частным. Его герой (всегда индивидуалист) терпит поражение в конфликте с „хорошими“ или „плохими“, но в любом случае устоявшимися структурами общества (школьный класс, организованная преступность). Любовный треугольник между учительницей, трудным подростком и юной спортсменкой-карьеристкой; импровизированный концлагерь для бомжей; „честное“ жульничество грабителя награбленного — полноценные и вовремя сформулированные сценарные идеи» — пишет об Игоре Агееве Михаил Трофименков в «Новейшей истории отечественного кино».

## Преподавание в СПбГИКиТ
В 1999 году по приглашению Э. А. Розовского начал преподавать кинодраматургию в Санкт-Петербургском государственном институте кино и телевидения в качестве второго преподавателя вместе с В. Вардунасом.

В 2013 году в рамках Санкт-Петербургского государственного института кино и телевидения набрал курс кинодраматургии.

В 2014-2017 годах — профессор кафедры драматургии и киноведения Санкт-Петербургского государственного института кино и телевидения.

## Фильмография
Первый сценарий с рабочим названием «Неспортивная история» был дипломной работой, которую поставил режиссёр И. Фридберг под названием Куколка.
- 1988 — Куколка
- 1989 — Камышовый рай (в соавторстве с Сергеем Белошниковым)
- 1990 — Адвокат (Убийство на Монастырских прудах)
- 1990 — Наша дача
- 1991 — Гений
- 1991 — Призрак
- 1995 — Без ошейника (Украина)
- 1995 — Трое. Любовная история конца XX века
- 1998 — Улицы разбитых фонарей («Дело № 1999», в соавторстве с В. Вардунасом и Д. Светозаровым)
- 1998—2001 — Агент национальной безопасности (3 сезона, 36 серий), в соавторстве с В. Вардунасом и Д. Светозаровым
- 2000 — Четырнадцать цветов радуги (в соавторстве с Д. Светозаровым)
- 2001 — Дикарка
- 2001 — По имени Барон (в соавторстве с Г.Островским)
- 2002 — Спецотдел (телесериал) (2 серии)
- 2003 — Бандитский Петербург. Фильм 4. Арестант — в соавторстве с В. Вардунасом
- 2004 — Господа офицеры
- 2004 — Экстренное торможение
- 2005 — Самые счастливые
- 2006 — Короткое дыхание
- 2006 — Парадиз
- 2006 — Травести
- 2007 — Группа ZETA Часть 1
- 2008 — Любимая дочь папы Карло
- 2008 — Мальчики-девочки
- 2009 — Вторая жизнь Фёдора Строгова
- 2009 — Группа ZETA Часть 2
- 2009 — Круиз (фильм)
- 2010 — Семейный очаг (фильм, Россия)
- 2011 — Однажды в Новый год
- 2012 — Дорога в пустоту (Россия, Украина)
- 2014 — Сучьи войны
- 2014 — Ветреная женщина (Россия, Украина)
- 2016 - Когда прошлое впереди. (Россия-Украина)
- 2017 - Короткое слово "нет". (Россия-Украина)
- 2017 - Любовь по приказу.
- 2018 - Контакт. (Россия-Украина)
- 2018 - Смотрящая вдаль.
- 2019 - Держись, детка, держись!

## Признание
Фильм «Камышовый рай» получил приз на МКФ в Сан-Себастьяне (1990), фестиваль «Сталкер» (1996),
специальный приз за сценарий фильма «Гений» на КФ «Кинотавр» (1990).
Третья премия за сценарий фильма «Группа крови» на Всероссийском конкурсе «Да здравствует мелодрама» Госкино РФ и Центральной сценарной студии (2003).
Фильм «Куколка» получил приз ФИПРЕССИ на Берлинском кинофестивале и главный приз Всесоюзного фестиваля спортивного кино,
финалист премии ТЭФИ 2004 года за сценарий фильма «Господа офицеры»